# Święty Hieronim na pustyni
Święty Hieronim na pustyni (wł. San Girolamo) – nieukończony obraz tworzony w latach 80. XV wieku przez Leonarda da Vinci. Znajduje się w zbiorach Pinakoteki Watykańskiej.

## Opis obrazu
Motyw św. Hieronima, greckiego uczonego żyjącego w IV wieku, był popularny wśród twórców renesansowych. Obrazy przedstawiające św. Hieronima namalowani m.in. Masaccio, Piero della Francesca, Andrea Mantegna, Giovanni Bellini, Lorenzo Lotto, Domenico Ghirlandaio. Na obrazach uwieczniano głównie okres samotniczego życia św. Hieronima na Pustyni Syryjskiej, który przypadał na okolice lat 374–378. Choć wówczas św. Hieronim miał około trzydziestu lat, na obrazach był uwieczniany jako starzec.
Podobnie jak inni artyści, Leonardo przedstawiał świętego jako starca. Na obrazie św. Hieronim jest wychudzony i wynędzniały, jego zmanierowana twarz wyraża żal za grzechy. Na głowie świętego nie ma włosów. Lewą dłonią św. Hieronim dotyka szaty, w prawej trzyma kamień, którym pomimo samotności chce się uderzyć w ramach pokuty. Widoczne są ścięgna na napiętej szyi i ramionach. Święty siedzi przed grotą. Fałdy szat ujęto asymetryczne. W formie szkicu zaznaczone są elementy ikonografii Hieronima: kardynalny kapelusz (jako czerwona plama tuz przy draperii), krucyfiks (słabo widoczny przy prawym górnym brzegu obrazu), lew (na pierwszym planie). Po prawej stronie znajduje się szkic przedstawiający kościół. W tle znajduje się skąpany we mgle krajobraz z piętrzącymi się formacjami skalnymi.
Lew jest świadkiem ascezy, przygląda się świętemu z uwagą. Jego pysk wyraża zaskoczenie. Zwierzę jest zaznaczone kilkoma liniami, nadającymi zwierzęciu koci kształt. Lew spogląda na świętego, święty zaś na krucyfiks. Święty miał zdobyć przyjaźń zwierzęcia po tym, jak wyciągnął mu kolec z łapy. Faktycznie zgodnie z legendą lwu miał pomóc św. Gerazym, jednak zwierzę zrosło się z tradycją ikonograficzną św. Hieronima. Sam Leonardo podobnie jak inni artyści renesansowi powielił błąd.
Wymiary obrazu wynoszą 102,8 × 73,5 cm.
Na obrazie można narysować diagramy wykazujące obecność złotego podziału, jednak nie ma dowodów na to, że Leonardo świadomie zastosował złoty podział.

## Historia
Nieznana jest data powstania obrazu. W źródłach pojawiają się lata ok. 1480–1482, ok. 1481–1482 oraz ok. 1485–1488. Tradycyjnie obraz jest datowany na lata 1481–1482. Okres ten wiąże się z okresem prac nad nieukończonym Pokłonem Trzech Króli. W Kodeksie Atlantyckim znajduje się spis dzieł, sporządzony prawdopodobnie ok. 1482 roku. Leonardo wymienił w spisie „kilka Świętych Hieronimów”. Nie wiadomo, czy były to rysunku, obrazy lub rzeźby. Według innej hipotezy obraz powstał między 1485 a 1488 rokiem. Okres ten zaproponowano po wykazaniu cech wspólnych Świętego Hieronima na pustyni a Madonną w grocie oraz po analizie szkiców anatomicznych pochodzących z końca lat 80. XV wieku. Obraz mógł być poprawiany ok. 1510 roku.
Podczas prac nad obrazem Leonardo wykazywał duże zainteresowanie anatomią człowieka. Badania anatomiczne prowadził w następnych latach. Leonardo prawdopodobnie miał okazję zobaczyć lwy na Piazza della Signoria we Florencji, gdzie okazjonalnie pokazywano te zwierzęta.
Nieznany jest zleceniodawca obrazu. Mógł to być mieszkaniec Florencji lub Mediolanu. Po prawej stronie znajduje się szkic przedstawiający kościół, wzorowany na wzniesionym w 1472 roku kościele Santa Maria Novella we Florencji według projektu Leona Battisty Albertiego. Kościół zbudowano na cześć rodu Rucellai. Według Charlesa Nicholla znajdujący się po prawej stronie obrazu kościół może wiązać się z osobą, która zamówiła obraz, tu Bernardem Rucellaiem, synem Giovanniego. Przypuszczalnie Leonardo zachował niedokończony obraz dla siebie.
Na przestrzeni lat Leonardo nanosił poprawki do obrazu. Na obrazie widać budowę mięśni szyi, które Leonardo zbadał w 1509 roku. Według Martina Claytona, kuratora zbiorów grafik i rysunków Windsorze, Święty Hieronim na pustyni powstał w dwóch fazach. Pierwsza miała miejsce ok. 1480 roku, druga około 1510 roku.
W bliżej nieznanych okolicznościach obraz rozłożono na dwie części. Kardynał Joseph Fesch był posiadaczem sporych rozmiarów deski, która była stosowana jako pokrywa skrzyni z otworem w środku. Po pewnym czasie Fesch pozyskał prostokąt z głową świętego. Fragment ten wyciął nieznany szewc w celu wykonania zydla. Po śmierci kardynała w 1845 roku obraz trafił na aukcję. Dzięki papieżowi Piusowi IX dzieło trafiło do Watykanu.
W 1977 roku dyrektor Muzeów Watykańskich Redig de Campos orzekł, że najstarsza udokumentowana informacja o obrazie znajduje się w testamencie Angeliki Kauffmann. Szwajcarska malarska we własnoręcznie sporządzonym testamencie z 17 czerwca 1803 roku podaje, że Święty Hieronim na pustyni jest przypisywany Leonardowi da Vinci.